# Verwaltungsgliederung der Republik Arzach

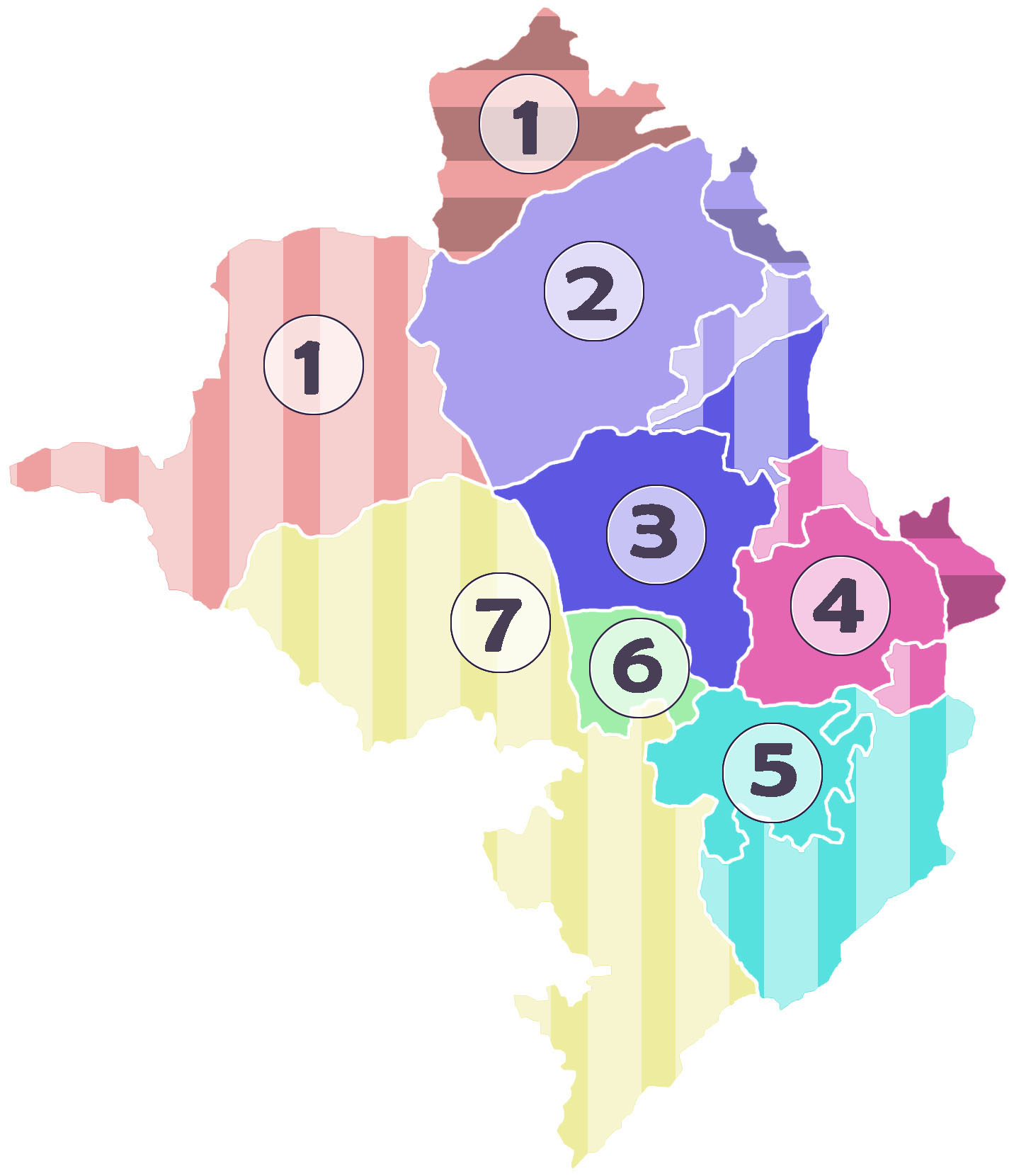
Provinzen der Republik Arzach: 1. Schahumjan; 2. Mardakert; 3. Askeran; 4. Martuni; 5. Hadrut; 6. Schuscha; 7. Kaschatagh.
Stepanakert nicht im Bild.

Die von 1991 bis 2023 bestehende Republik Arzach war in acht Verwaltungseinheiten unterteilt. Von diesen waren sieben Provinzen und eine die Hauptstadt Stepanakert, die einen besonderen administrativen Status besaß. Das de-facto-Regime hatte nie die Kontrolle über alle von ihm beanspruchten Gebiete.

## Verwaltungsgliederung
| Provinz     | Bevölkerung (2006) | Gebiet (km2) |
| ----------- | ------------------ | ------------ |
| Stepanakert | 50.400             | 25,66        |
| Askeran     | 17.000             | 1221,92      |
| Hadrut      | 12.400             | 1876,80      |
| Mardakert   | 18.900             | 1795,10      |
| Martuni     | 23.100             | 951,20       |
| Schahumjan  | 2.800              | 1829,80      |
| Schuschi    | 4.500              | 381,30       |
| Kaschatagh  | 8.600              | 3376,60      |

## Beanspruchtes und kontrolliertes Gebiet
Mehrere Rajons von Aserbaidschan standen von 1993 bis 2020 unter der Kontrolle von Arzach: Laçın, Qubadlı, Zəngilan, Cəbrayıl, Kəlbəcər sowie Teile von Ağdam und Füzuli. Seit dem Krieg um Bergkarabach 2020 standen diese wieder vollständig unter aserbaidschanischer Kontrolle. Bereits seit den 1990er Jahren standen auch die westlichen Teile von Martakert und Martuni sowie der gesamte Nordteil Schahumjans unter der Kontrolle Aserbaidschans. Ab 2020 galt dies auch für fast die gesamte Provinz Hadrut sowie Ortschaften im Süden der Provinzen Askaran und Martuni. 2023 erlangte Aserbaidschan die Kontrolle über ganz Bergkarabach zurück, womit die Republik Arzach nicht mehr existiert.
| Verwaltungseinheiten der ehemaligen Autonomen Oblast Bergkarabach       | Verwaltungseinheiten der ehemaligen Autonomen Oblast Bergkarabach | Verwaltungseinheiten der ehemaligen Autonomen Oblast Bergkarabach | Verwaltungseinheiten der ehemaligen Autonomen Oblast Bergkarabach |
| Bezirk (Rajon)                                                          | Gebiet (km2)                                                      | unter Kontrolle von Arzach bis 2020 (km2)                         | %                                                                 |
| ----------------------------------------------------------------------- | ----------------------------------------------------------------- | ----------------------------------------------------------------- | ----------------------------------------------------------------- |
| Askeran                                                                 | 928                                                               | 928                                                               | 100                                                               |
| Hadrut                                                                  | 679                                                               | 679                                                               | 100                                                               |
| Mardakert                                                               | 1.705                                                             | 1.305                                                             | 76,5                                                              |
| Martuni                                                                 | 792                                                               | 632                                                               | 79,8                                                              |
| Schuscha                                                                | 280                                                               | 280                                                               | 100                                                               |
| insgesamt                                                               | 4.384                                                             | 3.824                                                             | 87,2                                                              |
| aserbaidschanische Verwaltungseinheiten außerhalb der ehemaligen Oblast |                                                                   |                                                                   |                                                                   |
| südlicher Teil von Goranboy                                             | 558                                                               | 0                                                                 | 0                                                                 |
| Kəlbəcər                                                                | 1.936                                                             | 1.936                                                             | 100                                                               |
| Laçın                                                                   | 1.835                                                             | 1.835                                                             | 100                                                               |
| Qubadlı                                                                 | 802                                                               | 802                                                               | 100                                                               |
| Zəngilan                                                                | 707                                                               | 707                                                               | 100                                                               |
| Cəbrayıl                                                                | 1.050                                                             | 1.050                                                             | 100                                                               |
| Füzuli                                                                  | 1.390                                                             | 462                                                               | 33,2                                                              |
| Ağdam                                                                   | 1.150                                                             | 842                                                               | 73,2                                                              |
| insgesamt                                                               | 8.870                                                             | 7.634                                                             | 86,1                                                              |